# Verrate mich nicht
Verrate mich nicht (Originaltitel Trust Me) ist eine britische Krankenhaus-Fernsehserie. In der ersten Staffel, die 2017 erschien, geht es um eine Krankenschwester, die nach dem Verlust ihrer Arbeitsstelle die Identität einer Ärztin stiehlt und an einem anderen Krankenhaus als solche arbeitet. Hauptdarstellerin ist Jodie Whittaker.
2019 erschien die zweite Staffel, nunmehr mit komplett neuer Besetzung und anderen Figuren. Diese wurde in Deutschland bislang nicht ausgestrahlt.

## Handlung

### Staffel 1
| Figur                                         | Darsteller      | Deutscher Sprecher |
| --------------------------------------------- | --------------- | ------------------ |
| Cath Hardacre alias Dr. Allison „Ally“ Sutton | Jodie Whittaker | Simona Pahl        |
| Dr. Andy Brenner                              | Emun Elliott    | Jacob Weigert      |
| Dr. Brigitte Rayne                            | Sharon Small    | Martina Treger     |
| Karl                                          | Blake Harrison  | Simon Derksen      |

Cath Hardacre arbeitet als Krankenschwester in einem Krankenhaus in Sheffield. Als sie gegenüber der Krankenhausleitung kritisiert, dass wegen der Arbeitsbedingungen immer mehr Patienten vernachlässigt werden, wird sie entlassen. Sie trifft sich mit einem Journalisten einer örtlichen Zeitung, um die Missstände öffentlich zu machen. Wegen der bei Veröffentlichung zu erwartenden Gefahr für ihr Ansehen zieht sie sich von diesem Plan allerdings zurück. Ihre Freundin Dr. Ally Sutton, bisher als Ärztin am selben Krankenhaus tätig, wandert nach Neuseeland aus. Bei ihrer Abschiedsfeier findet Cath im Papierkorb Allys Bewerbungsunterlagen inkl. Zeugnissen und Lebenslauf. Diese verwendend und auf einen gesicherten Lebensunterhalt hoffend, nimmt sie Allys Identität an und bewirbt sich erfolgreich als Ärztin an einem Krankenhaus in Edinburgh.
Mit ihrer jungen Tochter Molly zieht Cath nach Edinburgh um und beginnt als Dr. Ally Sutton in der Notaufnahme des Krankenhauses zu arbeiten. Ihre Vorgesetzte Dr. Rayne empfindet sie als überqualifiziert für den Job und unter den Krankenschwestern und -pflegern genießt sie rasch große Sympathie. Sie kauft sich einen professionell gefälschten Personalausweis und beweist damit der Klinikdirektion gegenüber ihre Identität. Zu ihrer alten Heimat hält sie weiterhin Kontakt, und zwar besucht sie manchmal ihren dementen, kranken Vater im Altenheim sowie Mollys Vater Karl, der Alkoholprobleme und oft wenig Geld hat. Karl gegenüber hält sie ihre neue Identität in Edinburgh aber geheim. Bei der Arbeit freundet sie sich mit ihrem geschiedenen Kollegen Dr. Andy Brenner an, der sich in sie verliebt. Als er bei ihr einen Anruf vom Pflegeheim ihres Vaters auf Caths Handy annimmt, hört er ihren Vornamen Cath. Bei Internetrecherchen erfährt er Caths wahre Identität, mit der er sie kurz darauf konfrontiert. Sie willigt in seinen Wunsch ein, zu ihm zu ziehen, weil er sie liebt; verständnisvoll bewahrt er ihr Geheimnis.
Bei der Erstuntersuchung eines Patienten trifft Dr. Rayne eine Fehlentscheidung, indem sie ihn gegen Allys Wunsch nach Hause schickt. Als der Patient in kritischen Zustand erneut eingeliefert wird, gelingt Ally die nötige Tracheotomie nur mit erheblichen Schwierigkeiten, der Patient bleibt zu lange ohne Sauerstoff. In der Folge lässt die Krankenhausleitung ein mögliches Fehlverhalten der Ärzte bei der Behandlung des Patienten untersuchen. Dabei verschweigt Ally ihre kürzliche Entdeckung, dass Dr. Rayne im Dienst Alkohol getrunken hat. Allys bzw. Caths Bestürzung über ihre Schwierigkeiten bei der Patientenbehandlung bewegen sie dazu, ihre falsche Identität aufzugeben und mit Molly nach Sheffield in ihr altes Leben zurückzukehren.
Unterdessen hat sich Karl entgegen dem Einverständnis von Cath beruflich nach Edinburgh versetzen lassen, um näher an Molly zu sein, insgeheim hofft er auf eine Versöhnung mit Cath. Als er ihr begegnet, gerade als sie aus Edinburgh abreisen will, enthüllt sie ihm gezwungenermaßen ihr Doppelleben. Um zu verhindern, dass er deshalb die Polizei verständigt, sagt sie ihm zu, wieder mit ihm zusammen zu leben. Beim Packen ihrer Sachen in Brenners Haus werden sie von Brenner überrascht. Beim Versuch, die währenddessen allein auf die Straße gelaufene Molly vor dem Autoverkehr zu schützen, wird Karl von einem Auto angefahren und verletzt. Die Versorgung Karls im Krankenhaus stabilisiert ihn zunächst. Als Brenner mit ihm kurz darauf allein ist, gibt es plötzlich Komplikationen, an denen Karl stirbt. Brenner leugnet gegenüber Cath, bei Karls Tod absichtlich nachgeholfen zu haben. Wenig später möchte Dr. Rayne – offiziell zur Erholung von Stress bei der Arbeit – eine mehrmonatige berufliche Auszeit nehmen. Ally willigt in den von Brenner und Rayne mitgetragenen Vorschlag ein, sie de facto zur Ersatzleiterin der Notaufnahme zu machen, kurz darauf tritt sie ihren Dienst als solche an.

### Staffel 2
In der neurologischen Station eines schottischen Krankenhauses erholt sich der Veteran und Corporal James McCain von Wirbelsäulenverletzungen und psychischen Traumata, während unerklärlicherweise Patienten in seiner Nähe sterben.

## Episoden
| Nr. | Erstausstrahlung (BBC One) | Deutschsprachige Erstausstrahlung (Arte) | Regie          |
| --- | -------------------------- | ---------------------------------------- | -------------- |
| 1   | 8. Aug. 2017               | 31. Jan. 2019                            | John Alexander |
| 2   | 15. Aug. 2017              | 31. Jan. 2019                            | John Alexander |
| 3   | 22. Aug. 2017              | 7. Feb. 2019                             | Amy Neil       |
| 4   | 29. Aug. 2017              | 7. Feb. 2019                             | Amy Neil       |

| Nr. | Erstausstrahlung (BBC One) | Regie          |
| --- | -------------------------- | -------------- |
| 5   | 16. Apr. 2019              | John Alexander |
| 6   | 23. Apr. 2019              | John Alexander |
| 7   | 30. Apr. 2019              | John Alexander |
| 8   | 7. Mai 2019                | John Alexander |

## Rezeption
Verrate mich nicht erhielt ein gutes Presseecho. So erfasst der US-amerikanische Aggregator Rotten Tomatoes 79 % wohlwollende Besprechungen und ordnet die Serie dementsprechend als „Frisch“ ein.
Die Leistung der Hauptdarstellerin Jodie Whittaker erhielt von Kritikern großes Lob. Bei Spiegel Online zum Beispiel hieß es: Wie Whittaker „zwischen zwei Atemzügen die Identitäten wechselt, und den Kraftakt, die Zweifel zu verbergen, in ihrer Mimik spiegelt, ist sagenhaft.“ Der Vierteiler funktioniere „trotz der finalen Wendung als spannendes, abgeschlossenes Ganzes“. In der FAZ befand der Kritiker Whittakers Leistung als imponierend. In ihrer Mimik liege „so viel widerstreitende Spannung, dass man unablässig mit einem Geständnis rechnet, ihr zugleich aber auch das eiserne Festhalten am immer stattlicher werdenden Lügengebäude abnimmt, eben weil jede kühle Logik bei diesem Betrug fehlt.“ Im Übrigen stelle die Serie die Zustände in unterbesetzten Krankenhäusern „glaubhaft“ dar und es sei kein Manko, dass sie „eine Antwort auf die sich angesichts des Identitätsdiebstahls vier Stunden lang aufdrängende Moralfrage“ unterlaufe.
In der britischen RadioTimes meinte die Kritikerin Eleanor Bley Griffiths, dass Trust Me ein spannendes Drama und sehr gut geschrieben sei, aber nur deshalb so gut funktioniere, weil Whittaker so gut sei.